# Поляны (Ярославская область)
Поляны — деревня в Ярославском районе Ярославской области. Входит в состав Туношенского сельского поселения.

## География
Находится в восточной части Ярославской области на расстоянии приблизительно 19 км на восток по прямой от станции Ярославль на правом берегу Волги.

## История
В 1859 году здесь (деревня Ярославского уезда Ярославской губернии) было учтено 33 двора, в 1898 — 46.

## Население
Численность населения: 236 человек (1859 год), 43 (русские 84 %) в 2002 году, 3 в 2010.